# Sylvicola hellwigi
Sylvicola hellwigi är en tvåvingeart som beskrevs av Meijere 1913. Sylvicola hellwigi ingår i släktet Sylvicola och familjen fönstermyggor. Inga underarter finns listade i Catalogue of Life.